# 斑点短浆蟹
斑点短浆蟹（学名：Thalamita picta）为梭子蟹科短浆蟹属的动物。分布于日本、夏威夷、澳大利亚、马来群岛、印度、红海、东非、台湾岛以及中国大陆的广东、福建等地，生活环境为海水，一般栖息于珊瑚礁或沿岸水草间。